# Se hace por los sueños asesinos
Se hace por los sueños asesinos è il terzo album in studio del gruppo musicale giapponese Corrupted, pubblicato nel 2004 dalla HG Fact.

## Tracce
1. 月光の大地 (Gekkou no Daichi) – 17:02
2. Rato triste – 10:44
3. Sus futuros – 7:37

## Formazione
- Talbot – chitarra
- Yokota – basso, chitarra acustica
- Chew Hasegawa – batteria
- Hevi – voce